# میخائیل کیرپونوس
میخائیل کیرپونوس (به روسی: Михаи́л Петро́вич Кирпоно́с) (۱۲ ژانویه ۱۸۹۲ - ۲۰ سپتامبر ۱۹۴۱) نظامی اهل اوکراین در ارتش سرخ شوروی بود که در ماه ابتدایی تهاجم آلمان به شوروی فرماندهی جبهه جنوب غربی شوروی را بر عهده داشت.
کیرپونوس نشان‌هایی همچون نشان لنین و قهرمان اتحاد شوروی را دریافت کرده بود.
در نهایتاً بیستم سپتامبر سال ۱۹۴۱، هنگامی که می‌خواست از حلقه محاصره نیروهای آلمانی در کیف خارج شود، در اثر انفجار مین کشته شد.